# NGC 4619
NGC 4619 este o seyfert 1 galaxy⁠(d) situată în constelația Câinii de Vânătoare. A fost descoperită în 1 mai 1785 de către William Herschel. Se află la o distanță de 93,76 de megaparseci de Pământ.